# دمير تشي لو (غوغ تبة)
دمیر تشي لو (بالفارسية: دمیرچی‌لو) هي قرية تقع في إيران في أردبيل. يقدر عدد سكانها بـ 402 نسمة بحسب إحصاء 2016.